# حكومة ابراهاميان
كانت حكومة ابراهاميان الهيئة الإدارية لأرمينيا من شهر نيسان لعام 2014 حتى شهر تموز 2016 وقد تم تعيين هوفيك ابراهاميان كرئيس للوزراء من قبل الرئيس سيرزه سارقزيان في شهر نيسان 2014. وقد كانت تحالف حكومي تشكل عن طريق الحزب الجمهوري وأرمينيا المزدهرة و حزب سلطة القانون والاتحاد الثوري الأرميني (ARF. وقد شمل مجلس الوزراء على 18 وزيرا و 8 اشخاص مساعدين حيث ان كل وزارة مسئولة عن عمل وعن تحقيق القرارات الحكومية في صعيدها الخاص.

## المكونات

### الوزارات
كانت حكومة أرمينيا تحت قيادة هوفيك ابراهاماين الذي أخذ المكتب في نيسان عام 2014 وقد احتوت حكومة أرمينيا على 18 وزير و6 مساعدين حيث ان كل وزارة مسئولة عن عمل وعن انجاز القرارات الحكومية في صعيدها الخاص.
حاملي المناصب الرئيسية
| 1  | المنصب                               | الاسم                               | الحزب                   | منذ             |
| 2  | رئيس الوزراء                         | هوفيك ابراهاميان                    | الحزب الجمهوري          | نيسان لعام 2014 |
| 3  | وزارة الدفاع                         | سيران اوهانيان Seyran Ohanyan       | لا يوجد                 |                 |
| 4  | وزارة توحيد الاقتصاد المالي والاصلاح | فيتشه غابرليان Vache Gabrielyan     | الحزب الجمهوري          |                 |
| 5  | وزارة الزراعة                        | سيرغو كارابيتيان Sergo Karapetyan   | لا يوجد                 |                 |
| 6  | وزارة الثقافة                        | هاسميك بوغسيان Hasmik Poghosyan     | لا يوجد                 |                 |
| 7  | وزارة التشتت اليهودي                 | هيرانوس هاكوبيان Hranush Hakobyan   | الحزب الجمهوري          |                 |
| 8  | وزارة الاقتصاد                       | ارتسفيك ميناسيان Artsvik Minasyan   | الاتحاد الثوري الارميني |                 |
| 9  | وزارة حماية البيئة                   | ارميان غريغوران Aramayis Grigoryan  | لا يوجد                 |                 |
| 10 | وزارة التعليم والعلوم                | ليفون كرتشيان Levon Mk rtchyan      | الاتحاد الثوري الارميني |                 |
| 11 | وزارة الطاقة والمصادر الطبيعية       | ليفون يوليان Levon Yolyan           | لا يوجد                 |                 |
| 12 | وزارة المالية                        | غاجيك كاشاتريان Gagik Khachatryan   | لا يوجد                 |                 |
| 13 | وزارة الشؤون الخارجية                | ادوارد نالبانديان Eduard Nalbandyan | لا يوجد                 |                 |
| 14 | وزارة العناية بالصحة                 | ارمين مراديان Armen Muradyan        | لا يوجد                 |                 |
| 15 | وزارة العدل                          | اربين هوفانسيان Arpine Hovhannisyan | الحزب الجمهوري          |                 |
| 16 | وزارة العمل والشؤون المحلية          | ارتم اسارتيان Artem Asatryan        | الحزب الجمهوري          |                 |
| 17 | وزارة الرياضة وشؤون الشباب           | غابريال غازاريان Gabriel Ghazaryan  | لا يوجد                 |                 |
| 18 | وزارة الإدارة الاقليمية والتنمية     | دافيت لوكيان Davit Lokyan           | الاتحاد الثوري الارميني |                 |
| 19 | وزارة الحالات الطارئة                | ارمن يرتسيان Armen Yeritsyan        | لا يوجد                 |                 |
| 20 | وزارة النقل والاتصالات               | غاجيك بيغلاريان Gagik Beglaryan     | الحزب الجمهوري          |                 |
| 21 | وزارة التنمية العمرانية              | ناريك سيرغسيان Narek Sargsyan       | لا يوجد                 |                 |

### هيئة المساعدة
قانون هيئة المساعدة هو أن تدقق وتنفذ وان تدير القرار الحكومي في مجالها الخاص وكالوزراء هيئات المساعدة تابعة إلى رئيس الوزراء ويوجد 6 هيئات مساعدة في حكومة أرمينيا.
| هيئات المساعدة                                   | الرئيس            | فترة التعيين         | الحزب       |
| ادارة عامة في الطيران المدني                     | ارتيوم موفسيسيان  | 4/ ايار /200         | لا يوجد حزب |
| دائرة الامن القومي                               | جورجي كوتويان     | 12/ شباط / 2016      | ---------   |
| لجنة تنظيم السلامة النووية للدولة من قبل الحكومة | أشوت مارتروسيان   | 7/ اب /2008          | لا يوجد حزب |
| الشرطة                                           | فلاديمير جسباريان | 1/ تشرين الأول /2011 | ----------- |
| لجنة الدولة لعقارات الأراضي الممسوحة             | مارتن سركسيان     | 3/ حزيران /2014      | RPA         |
| وزارة إدارة ممتلكات الدولة                       | أرمان ساهاكيان    | 22/ حزيران /2011     | RPA         |
| لجنة الإيرادات الحكومية                          | هوفانيس هوفسيبيان | 3 / اذار / 2016      | RPA         |